# 작사가
작사가(作詞家, lyricist)는 한 노래의 가사를 전문적으로 작성하는 사람을 말한다. 가수가 작사를 하는 경우도 있지만, 싱어송라이터와는 구별된다.
대중 음악 같은 경우에는 주로 사랑에 관한 가사가 많고 클래식, 종교 음악 등은 장르에 따라 달라진다.

## 로열티
작사가의 수입은 원곡에서 받는 로열티에서 나온다. 로열티는 주로 작곡가와 함께 작곡한 경우 노래의 50% 범위에서, 공동으로 작곡한 경우에는 그보다 적을 수 있다. 노래는 녹음이나 악보와 같은 유형의 형태로 제공되는 즉시 자동으로 저작권이 보호된다. 그러나 노래가 출판되거나 대중에게 공개되기 전에, 저작권 침해로부터 더 잘 보호하기 위해 해당 노래의 저자나 출판사는 미국 의회 도서관의 저작권 사무국에 해당 노래를 등록해야 한다.

## 협업
협업은 다양한 형태를 취한다. 일부 작곡가와 작사가는 각각 가사와 곡조에 참여하면서 노래를 위해 긴밀하게 협력한다. 일반적으로 작사가는 이미 완전히 작성된 곡의 가사를 채운다. 도로시 필즈는 이런 식으로 일했다. 작사가들은 조니 버크(Johnny Burke)가 에롤 가너(Erroll Garner) 재즈 표준 "Misty"에 했던 것처럼 기존 곡에 가사를 추가하는 경우가 많다. 일부 파트너십은 거의 완전히 독립적으로 작동한다. 예를 들어 버니 토핀(Bernie Taupin)은 두 사람 간의 상호 작용을 최소화하면서 가사를 작성하고 음악을 쓰는 엘튼 존에게 전달한다.
레넌-맥카트니(Lennon-McCartney)의 콜라보레이션은 역사상 가장 성공적인 것 중 하나이며 Yesterday 및 A Hard Day's Night와 같은 노래가 포함되어 있다.

## 같이 보기
- 작사
- 작곡가
- 싱어송라이터